# Demigender
Demigender is een genderidentiteit waarbij men zich deels of grotendeels identificeert met één gender en tegelijkertijd met een ander gender of met geen gender (agender). Zo kan men zich grotendeels vrouw voelen, maar niet genoeg om zich volledig als zodanig te identificeren. Er zijn verschillende subcategorieën van demigender, zoals demiboy en demiman, waarbij men zich ten minste deels identificeert als jongen of man. Het geslacht waarmee iemand zich grotendeels identificeert, hoeft niet hetzelfde geslacht als bij de geboorte te zijn.
Deze genderidentiteiten vallen onder de parapluterm non-binair en maken deel uit van een spectrum van transgender-identiteiten.
 Portaal LHBT